# 시교차 상핵
시교차 상핵(suprachiasmatic nucleus, SCN) 또는 시각교차 상핵은 뇌의 중심부의 작은 부위인 시상하부의 영역에서 시신경이 교차하는 영역인 시각교차 구역 바로 윗부분에 위치해있다. 시교차 상핵는 생리주기를 조절하는데 2만개의 뉴런을 이용하여 신경과 호르몬의 활동을 조절하여 인간의 24시간 주기의 다양한 기능들을 발생시키고 조절한다. 원추형태로 생긴 시교차 상핵은 쌀알 정도의 크기이며 뇌의 다른 영역들과 상호작용한다. 시교차상핵은 여러 유형의 세포, 신경전달물질, 펩티드를 포함한다.

## 위치
등쪽 시상하부 바로 앞쪽에 위치하거나 제 3뇌실로의 양쪽 시상핵 교차의 윗부분에 있다.

## 생체리듬의 영향
박테리아, 식물, 미생물, 동물과 같은 유기체는 일반적으로 24시간의 주기리듬을 가진다. 이러한 리듬은 일반적인 피드백 고리에 기반을 두고 있으나 특정 유전체들은 독립적으로 진화한다. 포유동물의 행동, 신체와 관련된 많은 부분에서 수면, 신체활동, 의식, 호르몬, 체온, 면역, 소화를 포함한 주기리듬을 보이고 있다. 이러한 다양한 리듬은 시교차 상핵이라는 뇌의 작은 부분에 의해 조절된다. 시교차 상핵에 손상을 입은 쥐의 경우 수면 시간과 시기가 불규칙해지는 것을 볼 수 있다. 인간을 포함한, 유기체의 주기리듬 중의 하나인 수면의 장애는 명암주기와 같은 외인성 요인으로 인해 수면과정이 정상적으로 작동하지 않기 때문이다. 시교차 상핵은 망막시상하부 경로를 통해 망막에 있는 감광성 신경절 세포에서의 입력신호를 받는다. 복측의 시교차 상핵의 뉴런은 빛에 의해 유전자 발현이 된다. 망막의 멜라노스핀 함유 신경 세포는 망막시상하부 경로로 복측의 시교차 상핵과 직접 연결된다. 밤에 빛이 켜지면 복측 시교차 상핵이 시교차 상핵으로 정보를 전달한다. 등쪽내측 시교차 상핵은 계속적인 어둠에서 평균 24시간 11분 지속할 수 있는 주기를 가진다. GABAergic 메커니즘은 시교차 상핵의 배부 및 복부의 영역이 결합된 것이다. 시교차 상핵은 시상하부 핵 및 뇌의 송과선(솔방울샘)에 정보를 보내어 체온과 코티졸과 멜라토닌과 같은 호르몬 생산을 조절하도록 한다.

### 흡열과 발열 척추동물의 일주기리듬
비록 마우스, 파충류, 도마뱀과 같은 동물모델에서 시교차 상핵에 관한 광범위한 연구가 시행되고 있으나 흡열 또는 발열 척추동물에서 대사과정과 행동을 조절하는 일주기리듬의 직접적인 뉴런 조절은 정확하게 알려진 바가 없다. 시교차상핵은 망막시상하부로에서 신경분포를 통한 광감수성 뿐만 아니라 척추동물 항상성 조절계인 체온조절, 외온성 척추동물에서 생체 시계(일주율)의 운동, 행동도 포함한다. 척추동물에서 행동 차이는 시교차 상핵과 시상하부 가까이에 있는 다양한 핵의 구조와 분포를 비교했을 때 어떻게 일주기리듬에서 다른 차이를 보이는지가 설명된다.결론적으로 다수의 신경행동학 연구가 시교차 상핵이 일주기리듬에 미치는 직, 간접적인 역할을 정확하게 파악한 것이다.

### 척추동물의 시교차 상핵에 의한 행동 조절
유전자가 시교차 상핵(SCN)에서 일주기 리듬을 조절한다는 의미있는 연구가 있다. CLK(clock) 와 Period(Per2)의 유전자 발현에 따른 이들 단백질 축적량의 상대적인 증감은 특히 시교차 상핵에서 일주기 리듬이 조절되고 있다는 것은 유전자 발현이 일주기리듬에 의한 행동 조절을 설명해 주는 중요한 사실이다. 도마뱀과 쥐의 체온 조절에 관한 연구들은 척추동물의 저체온을 유발하는 뉴런과 유전자 물질사이의 연관성에 대한 정보를 준다. 어떤 연구결과들은 두 척추동물의 체온 조절 행동의 전형적인 특징을 설명하는데 구조적, 유전적으로 시교차상핵이 어떻게 진화되어왔는지를 설명해주고 있다.

## 망막 신호의 변화
시교차 상핵은 망막에서 직접적으로 신경 신호를 전달받는 신경핵의 집합체이다. 가쪽무릎핵(lateral geniculate nucleus), 위둔덕(superior colliculus, 상구), 바닥 시각계(basal optic system, 기저 시각계), 덮개앞구역(pretectum, pretectal area)에서도 이러한 신호가 관찰된다:
- 가쪽무릎핵은 시각피질의 색깔, 명암, 형태, 동작을 시교차 상핵으로 전달한다.
- 위둔덕은 안구의 운동과 위치를 조절한다.
- 바닥 시각계도 안구 운동을 조절한다.[2]
- 덮개앞구역은 동공 크기를 조절한다.

## 전기생리학
시교차 상핵의 뉴런은 24주기 리듬에서 활동전위를 자극한다. 이 자극이 밤동안 최대치에 도달했다가 다시 감소한다. 유전자 발현이 어떻게 작용하는지는 알려진 바가 없다. 시교차 상핵의 많은 뉴런은 망막을 통한 빛의 자극에 예민하다. 광반응은 순환리듬에서 빛의 효과와 관련되어 있을 수 있다. 또한 멜라토닌은 뉴런의 이러한 활동을 감소시킬 수 있는데 이는 시교차 상핵의 단계 전환을 중개하는데 멜라토닌 수용체가 작용하기 때문이다.

## 같이 보기
- 멜라놉신
- 로돕신
- 포톱신 (photopsin)
- 송과선
- 하루주기리듬

## 참고 문헌
- Fahey, Jonathan (2009-10-15). "How Your Brain Tells Time". Out Of The Labs. Forbes.
- Clodong, S; Dühring, U; Kronk, L; Wilde, A; Axmann, I; Herzel, H; Kollmann, M; Clodong S, Dühring U, Kronk L, Wilde A, Axmann I, Herzel H, Kollmann M (2007). "Functioning and robustness of a bacterial circadian clock". Molecular Systems Biology 3 (1): 90. doi:10.1038/msb4100128. PMC 1847943. PMID 17353932.
- Bernard, S; Gonze, D; Cajavec, B; Herzel, H; Kramer, A (2007). "Synchronization-Induced Rhythmicity of Circadian Oscillators in the Suprachiasmatic Nucleus". PLoS Computational Biology 3 (4): e68. doi:10.1371/journal.pcbi.0030068. PMC 1851983. PMID 17432930.
- Buhr Ethan D., Seung-Hee Yoo, Takahashi Joseph S. (2010). "Temperature as a Universal Resetting Cue for Mammalian Circadian Oscillators". Science 330: 379–385.
- Magnone, M. C., Jacobmeier, B., Bertolucci, C., Foà, A., & Albrecht, U. (2005). Circadian expression of the clock gene Per2 is altered in the ruin lizard (Podarcis sicula) when temperature changes. Molecular Brain Research, 133, 281-285